# Софизм
Софи́зм (от греч. σόφισμα — мастерство, умение, хитрая выдумка, уловка) — формально кажущееся правильным, но ложное по существу умозаключение, основанное на преднамеренно неправильном подборе исходных положений.
В зависимости от контекста софизм может означать:
- Сложное рассуждение, иногда намеренно запутанное с целью показать умственное превосходство или ввести в заблуждение;
- Приём обучения и метод исследования, введённый древнегреческими софистами; широко практиковался в средневековых университетах (sophismata), послужил прообразом современных сборников задач и упражнений;
- Ошибочное рассуждение, неправильный аргумент. Софизм основан на преднамеренном, сознательном нарушении правил логики. Это отличает его от паралогизма и апории, которые могут содержать непреднамеренную ошибку, либо вообще не иметь логических ошибок, но приводить к явно неверному выводу.

## История
Софизм как приём обучения был введён древнегреческими софистами в греческих полисах ок. V в. до н. э. — профессиональными учителями, обучавшими знатную молодежь красноречию, ораторскому мастерству и искусству публичных дебатов в целях подготовки к политической или иной карьере. В отличие от философов, занимавшихся научными изысканиями в русле методологии институализированных философских школ, софисты были личными наёмными учителями и опирались на плюралистическую методологию, нацеленную на решение задач.
Философы обвиняли методы софистов в субъективизме и релятивизме, что повлекло отрицательную оценку деятельности софистов как софистической. Платон («Евтидем», «Протагор»,"Теэтет") развенчивал софизмы и методы их решения как «мнимое знание», «призрачные подобия знания, но не истинные» («Софист»). Аристотель считал софизмы «натаскиванием», а не научным поиском истины, и составил в «О софистических опровержениях» первую классификацию софизмов — уловок софистов, выделив 13 видов софизмов, возникающих из-за двусмысленностей двоякого рода: 6 связанных с оборотами речи, и 7 паралогизмов, или неправильно построенных рассуждений.
Аристотель называл софизмом «мнимые доказательства», в которых обоснованность заключения кажется верной и обязана чисто субъективному впечатлению, вызванному недостаточностью логического или семантического анализа. Убедительность на первый взгляд многих софизмов, их «логичность» обычно связана с хорошо замаскированной ошибкой:
— семантической, возникающей за счёт метафоричности речи, омонимии или полисемии слов, амфиболий и пр., нарушающих однозначность мысли и приводящих к смешению значений терминов;
— логической, такой как подмена основной мысли (тезиса) доказательства, или принятие ложных посылок за истинные, несоблюдение допустимых способов рассуждения (правил логического вывода), использование «неразрешённых» или даже «запрещённых» правил или действий, например деления на нуль в математических софизмах (последнюю ошибку можно считать и семиотической, так как она связана с соглашением о «правильно построенных формулах»).
Вот один из древних софизмов («рогатый»), приписываемый Эвбулиду: «Что ты не терял, то имеешь. Рога ты не терял. Значит, у тебя рога». Здесь маскируется двусмысленность большей посылки. Если она мыслится универсальной: «Всё, что ты не терял…», то вывод логически безупречен, но неинтересен, поскольку очевидно, что большая посылка ложна; если же она мыслится частной, то заключение не следует логически. Последнее, однако, стало известно лишь после того, как Аристотель сформулировал логику.
А вот современный софизм, обосновывающий, что с возрастом «годы жизни» не только кажутся, но и на самом деле короче: «Каждый год вашей жизни — это её {\displaystyle 1/n} часть, где {\displaystyle n} — число прожитых вами лет. Но {\displaystyle n+1>n}. Следовательно, {\displaystyle 1/(n+1)<1/n}».
Исторически с понятием «софизм» неизменно связывают идею о намеренной фальсификации, руководствуясь признанием Протагора о том, что задача софиста — представить наихудший аргумент как наилучший путём хитроумных уловок в речи, в рассуждении, заботясь не об истине, а об успехе в споре или о практической выгоде. (Известно, что сам Протагор оказался жертвой «софизма Эватла»). С этой же идеей обычно связывают и «критерий основания», сформулированный Протагором: мнение человека есть мера истины. Уже Платон заметил, что основание не должно заключаться в субъективной воле человека, иначе придётся признать законность противоречий (что, между прочим, и утверждали софисты), а поэтому любые суждения считать обоснованными. Эта мысль Платона была развита в аристотелевском «принципе непротиворечия» (см. Логический закон) и, уже в современной логике, — в истолкованиях и требовании доказательств «абсолютной» непротиворечивости. Перенесённая из области чистой логики в область «фактических истин», она породила особый «стиль мышления», игнорирующий диалектику «интервальных ситуаций», то есть таких ситуаций, в которых критерий Протагора, понятый, однако, более широко, как относительность истины к условиям и средствам её познания, оказывается весьма существенным. Именно поэтому многие рассуждения, приводящие к парадоксам и в остальном безупречные, квалифицируются как софизмы, хотя по существу они только демонстрируют интервальный характер связанных с ними гносеологических ситуаций. Так, софизм «куча» («Одно зерно — не куча. Если {\displaystyle n} зёрен не куча, то {\displaystyle n+1} зерно — тоже не куча. Следовательно, любое число зёрен — не куча») — это лишь один из «парадоксов транзитивности», возникающих в ситуации «неразличимости». Последняя служит типичным примером интервальной ситуации, в которой свойство транзитивности равенства при переходе от одного «интервала неразличимости» к другому, вообще говоря, не сохраняется, и поэтому принцип математической индукции в таких ситуациях неприменим. Стремление усматривать в этом свойственное опыту «нетерпимое противоречие», которое математическая мысль «преодолевает» в абстрактном понятии числового континуума (А. Пуанкаре), не обосновывается, однако, общим доказательством устранимости подобного рода ситуаций в сфере математического мышления и опыта. Достаточно сказать, что описание и практика применения столь важных в этой сфере «законов тождества» (равенства) так же, вообще говоря, как и в эмпирических науках, зависит от того, какой смысл вкладывают в выражение «один и тот же объект», какими средствами или критериями отождествления при этом пользуются. Другими словами, идёт ли речь о математических объектах или, к примеру, об объектах квантовой механики, ответы на вопрос о тождестве неустранимым образом связаны с интервальными ситуациями. При этом далеко не всегда тому или иному решению этого вопроса «внутри» интервала неразличимости можно противопоставить решение «над этим интервалом», то есть заменить абстракцию неразличимости абстракцией отождествления. А только в этом последнем случае и можно говорить о «преодолении» противоречия.
По-видимому, первыми, кто понял важность семиотического анализа софизмов, были сами софисты. Учение о речи, о правильном употреблении имён Продик считал важнейшим. Анализ и примеры софизмов часто встречаются в диалогах Платона. Аристотель написал специальную книгу «О софистических опровержениях», а математик Евклид — «Псевдарий» — своеобразный каталог софизмов в геометрических доказательствах. Сочинение «Софизмы» (в двух книгах) написал ученик Аристотеля Феофраст (D.L. V. 45).
В средние века в Западной Европе составлялись целые коллекции софизмов. Например, собрание, приписываемое английскому философу и логику XIII века Ричарду Софисту, насчитывает свыше трехсот софизмов. Некоторые из них напоминают высказывания представителей древнекитайской школы имён (мин цзя).

## Классификация ошибок в софизмах

### Логические
Так как обычно вывод может быть выражен в силлогистической форме, то и всякий софизм может быть сведён к нарушению правил силлогизма. Наиболее типичными источниками логических софизмов являются следующие нарушения правил силлогизма:
1. Вывод с отрицательной меньшей посылкой в первой фигуре: «Все люди суть разумные существа, жители планет не суть люди, следовательно, они не суть разумные существа»;
2. Вывод с утвердительными посылками во второй фигуре: «Все, находящие эту женщину невинной, должны быть против наказания её; вы — против наказания её, значит, вы находите её невинной»;
3. Вывод с отрицательной меньшей посылкой в третьей фигуре: «Закон Моисеев запрещал воровство, закон Моисеев потерял свою силу, следовательно, воровство не запрещено»;
4. Особенно распространённая ошибка quaternio terminorum, то есть употребление среднего термина в большой и в меньшей посылке не в одинаковом значении: «Все металлы — простые вещества, бронза — металл: бронза — простое вещество» (здесь в меньшей посылке слово «металл» употреблено не в точном химическом значении слова, обозначая сплав металлов): отсюда в силлогизме получаются четыре термина.

### Терминологические
Грамматические, терминологические и риторические источники софизмов выражаются
- в неточном или неправильном словоупотреблении и построении фразы (всякое quaternio terminorum предполагает такое словоупотребление); наиболее характерные:
  1. Ошибка омонимии (equivocation). Например: реакция в смысле химическом, биологическом и историческом; доктор как врач и как учёная степень.
  2. Ошибка сложения — когда разделительному термину придаётся значение собирательного. «Все углы треугольника {\displaystyle <\pi }» в том смысле, что «каждый угол {\displaystyle <\pi }».
  3. Ошибка разделения, обратная, когда собирательному термину даётся значение разделительного: «все углы треугольника {\displaystyle =\pi }» в смысле «сумма углов треугольника {\displaystyle =\pi }».
  4. Ошибка ударения, когда подчёркивание повышением голоса в речи и курсивом в письме определённого слова или нескольких слов во фразе искажает её первоначальный смысл.
  5. Ошибка выражения, заключающаяся в неправильном или неясном для уразумения смысла построении фразы, например: «сколько будет пять плюс два умножить на два?» Здесь трудно решить, имеется ли в виду 9 (т.е. {\displaystyle 5+(2\times 2)}) или 14 (т.е. {\displaystyle (5+2)\times 2}).
- Более сложные софизмы проистекают из неправильного построения целого сложного хода доказательств, где логические ошибки являются замаскированными неточностями внешнего выражения. Сюда относятся:
  1. Petitio principii: введение заключения, которое требуется доказать, в скрытом виде в доказательство в качестве одной из посылок. Если мы, например, желая доказать безнравственность материализма, будем красноречиво настаивать на его деморализующем влиянии, не заботясь дать отчёт, почему именно материализм — безнравственная теория, то наши рассуждения будут заключать в себе petitio principii.
  2. Ignoratio elenchi заключается в том, что, начав доказывать некоторый тезис, постепенно в ходе доказательства переходят к доказательству другого положения, сходного с тезисом.
  3. A dicto secundum ad dictum simpliciter подменяет утверждение, сказанное с оговоркой, на утверждение, не сопровождаемое этой оговоркой.
  4. Non sequitur представляет отсутствие внутренней логической связи в ходе рассуждения: всякое беспорядочное следование мыслей представляет частный случай этой ошибки.

### Психологические
Психологические причины софизмов бывают троякого рода: интеллектуальные, аффективные и волевые. Во всяком обмене мыслей предполагается взаимодействие между 2 лицами, читателем и автором или лектором и слушателем, или двумя спорящими. Убедительность софизма поэтому предполагает два фактора: α — психические свойства одной и β — другой из обменивающихся мыслями сторон. Правдоподобность софизма зависит от ловкости того, кто защищает его, и уступчивости оппонента, а эти свойства зависят от различных особенностей обеих индивидуальностей.

#### Интеллектуальные причины
Интеллектуальные причины софизма заключаются в преобладании в уме лица, поддающегося софистике, ассоциаций по смежности над ассоциациями по сходству, в отсутствие развития способности управлять вниманием, активно мыслить, в слабой памяти, непривычке к точному словоупотреблению, бедности фактических знаний по данному предмету, лености в мышлении (ignava ratio) и т. п. Обратные качества являются наиболее выгодными для лица, защищающего софизм: обозначим первые отрицательные качества через {\displaystyle b}, вторые соответствующие им положительные через {\displaystyle a}.

#### Аффективные причины
Сюда относятся трусость в мышлении — боязнь опасных практических последствий, вытекающих от принятия известного положения; надежда найти факты, подтверждающие ценные для нас взгляды, побуждающая нас видеть эти факты там, где их нет, любовь и ненависть, прочно ассоциировавшиеся с известными представлениями, и т. д. Желающий обольстить ум своего соперника софист должен быть не только искусным диалектиком, но и знатоком человеческого сердца, умеющим виртуозно распоряжаться чужими страстями для своих целей. Обозначим аффективный элемент в душе искусного диалектика, который распоряжается им как актёр, чтобы тронуть противника, через {\displaystyle c}, а те страсти, которые пробуждаются в душе его жертвы и омрачают в ней ясность мышления через {\displaystyle d}. Argumentum ad hominem, вводящий в спор личные счёты, и argumentum ad populum, влияющий на аффекты толпы, представляют типичные софизмы с преобладанием аффективного элемента.

#### Волевые причины
При обмене мнений мы воздействуем не только на ум и чувства собеседника, но и на его волю. Во всякой аргументации (особенно устной) есть элемент волевой — императивный — элемент внушения. Категоричность тона, не допускающего возражения, определённая мимика и т. п. ({\displaystyle e}) действуют неотразимым образом на лиц, легко поддающихся внушению, особенно на массы. С другой стороны, пассивность ({\displaystyle f}) слушателя особенно благоприятствует успешности аргументации противника.
Таким образом, всякий софизм предполагает взаимоотношение между шестью психическими факторами: {\displaystyle a+b+c+d+e+f}. Успешность софизма определяется величиной этой суммы, в которой {\displaystyle a+c+e} составляет показатель силы диалектика, {\displaystyle b+d+f} есть показатель слабости его жертвы. Прекрасный психологический анализ софистики даёт Шопенгауэр в своей «Эристике» (перев. кн. Д. Н. Цертелева). Само собой разумеется, что логические, грамматические и психологические факторы теснейшим образом связаны между собой.

## Способ нахождения ошибки в софизме
- Внимательно прочитать условие предложенной вам задачи. Начинать поиск ошибки лучше с условия предложенного софизма. В некоторых софизмах абсурдный результат получается из-за противоречивых или неполных данных в условии, неправильного чертежа, ложного первоначального предположения, а далее все рассуждения проводятся верно. Это и вызывает затруднения при поиске ошибки. Все привыкли, что задания, предлагаемые в различной литературе, не содержат ошибок в условии, и поэтому, если получается неверный результат, то ошибку они ищут непременно по ходу решения.
- Установите области знаний (темы), которые отражены в софизме, предложенных преобразованиях. Софизм может делиться на несколько тем, которые потребуют детального анализа каждой из них.
- Выясните, соблюдены ли все условия применимости теорем, правил, формул, соблюдена ли логичность. Некоторые софизмы построены на неверном использовании определений, законов, на «забывании» условий применимости. Очень часто в формулировках, правилах запоминаются основные, главные фразы и предложения, всё остальное упускается. И тогда второй признак равенства треугольников превращается в признак «по стороне и двум углам».
- Проверяйте результаты преобразования обратным действием.
- Часто следует разбить работу на небольшие блоки и проконтролировать правильность каждого такого блока.